# Tres palabras
Tres palabras és una pel·lícula espanyola de gènere melodramàtic estrenada el 26 de novembre de 1993, dirigida per Antonio Giménez-Rico i protagonitzada en els papers principals per Maribel Verdú, Fernando Guillén i Fernando Guillén Cuervo.
Així mateix en 1993 es va publicar la B.S.O. de la pel·lícula, sota el mateix títol i editada per la discogràfica Mercury Records.
La pel·lícula i Maribel Verdú van ser guardonats amb els Premis Yoga a la pitjor pel·lícula i actriu en l'edició de 1994.

## Sinopsi
La cantant i actriu María Galván, la reina del bolero, mor a Sevilla, on vivia retirada feia 30 anys. Quan Alfredo Puente, un cineasta en hores baixes, rep la trista notícia, a la seva ment acudeix el record de la gran història d'amor que va viure amb ella de jove.

## Repartiment
- Maribel Verdú com	María / Lupe.
- Fernando Guillén com Alfredo.
- Fernando Guillén Cuervo com Alfredo Jr.
- Santiago Ramos com Nacho.
- Germán Cobos com Gordillo.
- Carmen Rossi com Dolores.
- Walter Vidarte com Pintor.
- María Asquerino com Gloria.
- Lilí Murati com Dona Estranjera.
- Fabián López Tapia com Emilio Cárdenas.
- Manuel Andrés com	Ernesto Mata.
- Luis Pérezagua com Locutor.
- Javier Mas com Cap de Producció.
- Javier De Gregorio com Juanjo.
- Jorge Roelas com Fernando.
- Felipe Hita com Mecànic.
- Lucas Rodríguez com Conserje Hotel Burgos.
- Ladislao de Arriba com Recepcionista Hotel Castellano.
- Javier Moscoso com Ministre.
- John Hopewell com Crític anglès.